# ارتش خلق لهستان

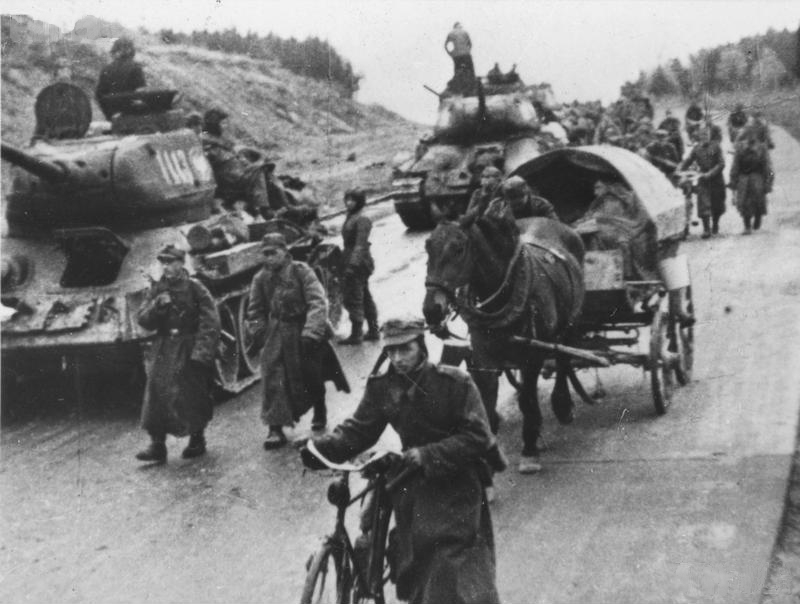
سربازان ارتش خلق لهستان

ارتش خلق لهستان ((به لهستانی: Ludowe Wojsko Polskie)) (اختصاری  LWP) شامل نیروهای مسلح لهستان در جبهه شرق (۱۹۴۵–۱۹۴۳) و نیروهای مسلح لهستان در دوره حکومت کمونیستی جمهوری خلق لهستان (۱۹۸۹–۱۹۴۵) است.